# Opisthion
L'opisthion est un point craniométrique utilisé en anthropologie physique et en paléoanthropologie.
C'est le point médian du bord postérieur du foramen magnum.